# Fonteny (België)
Fonteny is een gehucht op de grens van Loupoigne en Vieux-Genappe, beide deelgemeenten van de stad Genepiën in de Belgische provincie Waals-Brabant.
Het ligt zo'n twee kilometer ten noordwesten van het centrum van Loipoigne en zo'n twee kilometer ten westen van het centrum van Vieux-Genappe, langs de weg van het centrum van Genepiën naar Nijvel.

## Geschiedenis

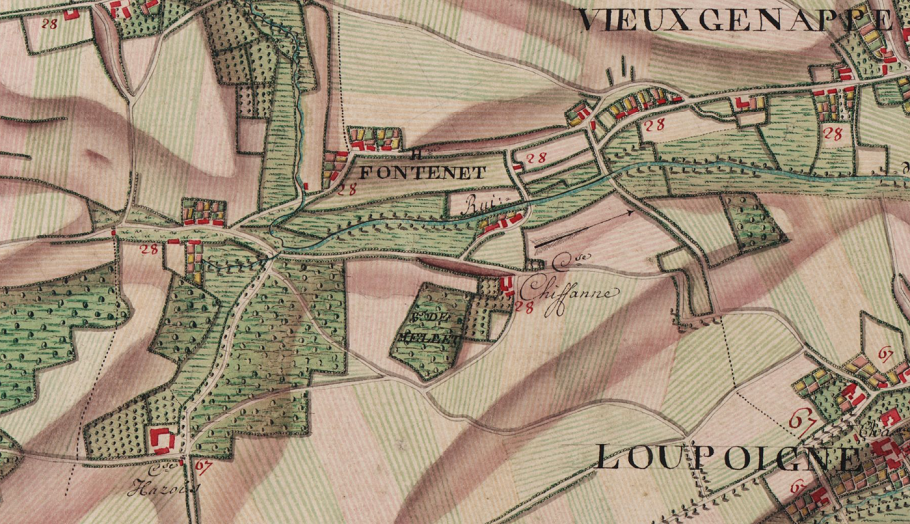
Fonteny op de Ferrariskaart

Op de Ferrariskaart uit de jaren 1770 wordt hier een gehucht Fontenet weergegeven.
Bij de invoering van de gemeente tijdens het Frans bestuur op het eind van de 18de eeuw kwam het noordoostelijk deel van het gehucht bij de gemeente Vieux-Genappe en het zuidwestelijk bij de gemeente Loupoigne.
In de jaren 1830 werd de weg naar Nijvel door het gehucht rechtgetrokken, als deel van de provinciale weg tussen Nijvel en Waver. In de jaren 1850 werd langs Fonteny de spoorlijn 141 aangelegd, die eind 19de eeuw een stopplaats kreeg ter hoogte van het gehucht.
Het gehucht groeide en in 1909 werd er een school geopend. In 1928-1829 werd een kapel opgetrokken. de Chapelle Sainte-Thérèse de l'Enfant Jésus.
Midden de 20ste eeuw werd het reizigersverkeer op de spoorlijn langs Fonteny opgeheven. De volgende decennia viel ook het goederenverkeer weg. De spoorlijn werd opgebroken en een RAVeL-fietspad werd aangelegd.

## Bezienswaardigheden
- de Chapelle Sainte-Thérèse de l'Enfant Jésus

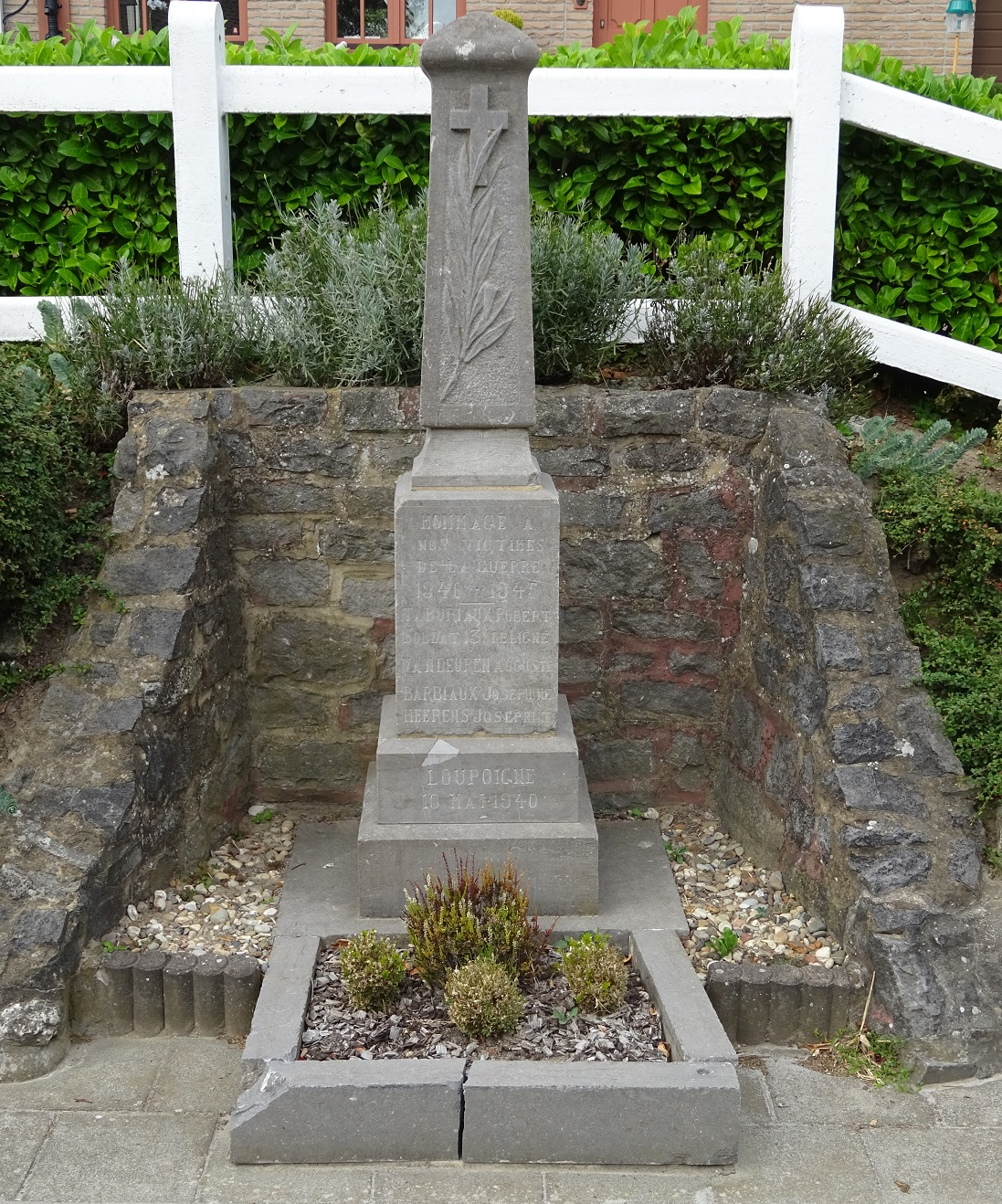
Oorlogsmonument

## Verkeer en vervoer
Door het gehucht loopt de N237, tussen Nijvel en het stadscentrum van Genepiën.
Deelgemeenten: Baisy-Thy · Bousval · Genepiën · Glabais · Houtain-le-Val · Loupoigne · Oud-Genepiën · Ways

Overige plaatsen: La Bruyère · Bruyère Madame · Baisy · Basse-Laloux · Le Chantelet· Chênemont · Dernier Patard · La Falise · Ferrières · Les Flamandes · Fonteny · Foriest · Fosty · Hattain · Houtain-le-Mont · La Hutte · La Motte  · Loncée · Maison du Roi · Noirhat · Pallandt · Promelles · Quatre Bras · Ry-d'Hez · Sclage · Thy · Trou-du-Bois · Vieux Manants · Wanroux

Belgische gemeenten · Arrondissement Nijvel · Waals-Brabant · Wallonië